# SM Tb 92 F
SM Tb 92 F – austro-węgierski torpedowiec z okresu I wojny światowej, typu Tb 82 F. Okręt przetrwał wojnę. W 1920 roku sprzedano go Grecji. Po wcieleniu do floty greckiej otrzymał nazwę Panormos (Πάνορμος). Zatonął 11 marca 1928 roku na skałach.

## Opis
Tb 92 F wyposażony był w dwa kotły parowe typu Yarrow, współpracujące z dwoma turbinami parowymi AEG-Curtiss. Okręt uzbrojony był początkowo w dwie armaty kalibru 66 mm L/30, pojedynczy karabin maszynowy Schwarzlose oraz dwie podwójne wyrzutnie torped kalibru 450 mm. Od 1917 roku rufową armatę 66 mm mocowano na okrętach tego typu na podstawie umożliwiającej prowadzenie ognia do celów powietrznych.
Na okrętach w greckiej służbie zamieniono uzbrojenie na jedną armatę 66 mm, jedno działko przeciwlotnicze 37 mm na rufie oraz dwie pojedyncze wyrzutnie torped 533 mm.